# Cugy (Fribourg)
Pour les articles homonymes, voir Cugy.
Cugy (Kudji  en patois fribourgeois) est une localité et une commune suisse du canton de Fribourg, située dans le district de la Broye.

## Géographie
Selon l'Office fédéral de la statistique, Cugy mesure 9,86 km2. 10,3 % de cette superficie correspond à des surfaces d'habitat ou d'infrastructure, 70,1 % à des surfaces agricoles, 19,5 % à des surfaces boisées et 0,1 % à des surfaces improductives.
Cugy est limitrophe des communes d'Estavayer, Fétigny, Les Montets et Payerne. Vesin est une localité de la commune depuis la fusion de 2005.

## Démographie
Selon l'Office fédéral de la statistique, Cugy possède 1 942 habitants en 2022. Sa densité de population atteint 197 hab./km².
Le graphique suivant résume l'évolution de la population de Cugy entre 1850 et 2008 :

## Histoire
D'après certains historiens, le nom de Cugy dériverait d'un mot celtique "Cwigin" ou "Curgin" qui désigne un habitant de la forêt. D'autres, au contraire, admettent que Cugy, à l'époque romaine, a accueilli un certain "Cupidius", gentilice, petit noble romain, qui possédait un domaine et une maison ; ainsi, le patronyme de "Cupidiacus" serait à l'origine du nom de Cugy. Certainement, Cugy fut habité à l'époque romaine, puisqu'une carte archéologique signale une voie qui passait à l'ouest du village. Cette supposition fut confirmée en 1875, lorsque, en construisant la voie de chemin de fer, on découvrit divers objets ou instruments en fer remontant à cet âge.
C'est sous le deuxième royaume de Bourgogne, en 968, qu'un document mentionne pour la première fois le nom de "Cuzziaco", lors d'un don d'un alleu (propriété) fait par Tiebocus et son avoué Salicus à Eginolfe de Kybourg, évêque de Lausanne. Cette donation sera confirmée par une lettre de l'empereur Henri IV, datée de 1079. Au cours des siècles, le nom de Cugy prend les formes suivantes : "Cubizasca" en 1079, "Cuzei" en 1142, "Cugiez" ou "Cugié" vers 1230.
Au début du XIIe siècle, le fief de Cugy devint possession des seigneurs d'Estavayer dont une branche prendra le nom de seigneurs de "Cuzei".
De 1142 à 1230, le domaine de "Cuzei" appartiendra à l'abbaye cistercienne de Montheron ou de Théla, près de Lausanne. Ces frères religieux viennent donc s'établir à Cugy pour y cultiver la terre. Mais, leur situation se détériore de plus en plus, les moines vendent en 1230 à la maison d'Hauterive "la grange de Cugié" pour 5000 sols lausannois.
Jusqu'au début du XIXe siècle, une paroisse avait également, à côté de sa fonction pastorale, un rôle administratif et la paroisse de Cugy était très étendue comprenant les villages d'Aumont, Granges-de-Vesin et Nuvilly (jusqu'en 1586), de Montet et Frasses (jusqu'en 1663) et de Seiry (jusqu'en 1734) ; seul Vesin est resté uni à Cugy.
Dès 1329, Conon, coseigneur d'Estavayer, cède à son neveu, Guillaume de Montagny, les droits de souveraineté sur la majorie ou la circonscription de Cugy-Vesin. C'est ainsi que Cugy passa sous la suzeraineté des barons de Montagny. Après l'extinction de cette dynastie, dès 1536, Cugy passera sous l'administration de Fribourg qui l'incorpora au bailliage d'Estavayer. Dès lors, les seigneurs ou baillis exercèrent l'autorité déléguée de Fribourg. Sept familles nobles vont s'y succéder : les Guillaume d'Avenches, les Glâne, les Bonstetten, les Fégely, les Lanthen-Heid et enfin les Diesbach Belleroche et les Reyff.
Il y avait à Cugy deux châteaux qui existent encore. "La Cour de Cugy", ayant appartenu aux Fégely, puis aux Lanthen-Heid au XVIIe siècle, puis aux Diesbach Belleroche aux XVIIIe et XIXe siècles, est toujours aujourd'hui une propriété privée. "Le Château de Cugy", ayant appartenu aux Reyff qui le vendirent en 1851 à la commune de Cugy qui en fit l'école primaire.
En 1848, Cugy fut définitivement attaché au district de la Broye.